# Кокорин, Пётр Иванович
Пётр Иванович Кокорин (1902—1985) — управляющий трестом «Сталинуголь» комбината «Кузбассуголь», Герой Социалистического Труда, ректор Кемеровского горного института.

## Биография
Родился 5 октября 1902 года в селе Ново-Чирково Хвалынского уезда Саратовской губернии (ныне — в Неверкинском районе Пензенской области) в крестьянской семье. Русский. В 1912 году с матерью переехал к отцу в Забайкалье, где он был оставлен на вечное поселение после отбытия каторги за участие в крестьянском восстании. Здесь окончил школу-семилетку и поступил в Иркутское горное училище.
Учебу прервала Гражданская война. С марта 1920 года Кокорин участвовал в боях в составе Красной Армии. В 1921 году вернулся к учебе. В 1926 году окончил горный факультет Сибирского технологического института (ныне ТПУ) в городе Томск. В 1926 г. после окончания института работал на шахтах в Черемхово Иркутской области. Прошел путь от горного мастера до заведующего шахтой.
В 1929 году был переведен в Кузбасс. Назначен помощником технического руководителя шахты «Емельяновская». В эти годы на шахтах Кузбасса вводились в работу первые врубовые машины. Молодой инженер серьезно изучил новую технику и предложил перейти с коротких лав на длинные, до 150 м вместо 40 м, что повысило их производительность до 15 тысяч тонн. По тем временам это была рекордная добыча. Производительность шахты поднялась с 700 до 2000 тонн угля в сутки.
В 1931 году перешел работать на Прокопьевско-Киселевский рудник. В Прокопьевске он заведовал горными работами, в Киселевске был главным инженером рудника. Участвовал в строительстве шахт № 1, 3, 4, 5, «Капитальная». В 1937 году был назначен главными инженером треста «Прокопьевскуголь». В эти годы на шахтах треста началось освоение новой — щитовой системы разработки, а также работы с закладкой выработанного пространства. За годы Великой Отечественной войны, благодаря применению щитов, добыча коксующихся углей возросла по тресту более чем в полтора раза.
В 1943 году возглавил инженерную службу треста «Сталинуголь», крупнейшего на Кузбассе. В 1947 году назначен управляющим этим же трестом. Под его руководством быстрыми темпами проведена реконструкция шахт «Черная гора», «Зенковские уклоны», «Красный углекоп». Одновременно с реконструкцией шахт по инициативе Кокорина впервые в Кузбассе приступили к добыче угля открытым способом. Только за 1948 год открытые работы дали сотни тонн высококачественного угля. В 1948 году шахты треста «Сталинуголь» выполнил план по добыче угля на 101,5 %, по подготовительным работам — на 102,7 %.
Указом Президиума Верховного Совета СССР от 28 августа 1948 года за выдающиеся успехи в деле увеличения добычи угля, восстановления и строительства угольных шахт и внедрение передовых методов работы, обеспечивающих значительный рост производительности труда Кокорину Петру Ивановичу присвоено звание Героя Социалистического Труда с вручением ордена Ленина и золотой медали «Серп и Молот».
В следующие годы трест не сдавал свои позиции, постоянно повышая показатели добычи коксующихся углей. Только за первые пять месяцев 1949 год шахты треста выдали сверх плана 37 тысяч тонн угля, из них 18,6 тонн коксующихся углей. Все годы, еще с 1940 года, работал на созданием новой высокопроизводительной системы разработки без потерь угля. В 1953 году в Томске защитил кандидатскую диссертацию, посвященную созданной им оригинальной системе разработки подэтажными штреками с ограждающей сеткой.
В 1955 году перешел на научную работу, стал ректором Кемеровского горного института (ныне — Кузбасский государственный технический университет). В 1956 году ему присвоено ученое звание профессора. С приходом в институт П. И. Кокорина была образована кафедра техники безопасности и рудничной вентиляции. По заданию министерства с 1955 по 1964 годы под его руководством были выполнены важные исследования по нормированию утечек воздуха и совершенствованию организации проветривания, а также по анализу газоопасности шахт Кузбасса и себестоимости угля. Им была создана научная школа по управлению газовыделением и газовой промышленностью на шахтах Кузбасса, а также в области охраны труда в горной промышленности.
С 1967 года работал заведующим кафедрой аэрологии, охраны труда и природы, а затем с 1974 года — профессором этой же кафедры.
Жил в городе Кемерово. Скончался в 1985 году.

## Награды
- два ордена Ленина
- орден Трудового Красного Знамени
- орден «Знак Почёта»
- медали
- знак «Шахтёрская слава» трёх степеней.